# Paróquias de São Cristóvão e Neves

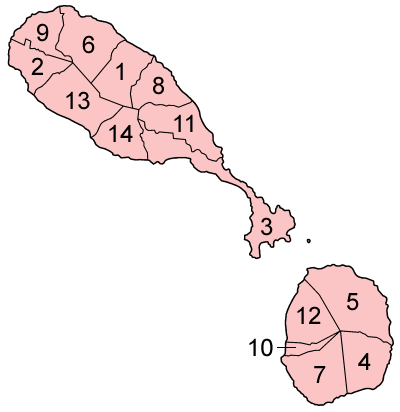
Paróquias de São Cristóvão e Neves

São Cristóvão e Neves está dividido em catorze paróquias, nove estão localizadas na ilha de São Cristóvão e cinco na ilha de Neves.
| Nº  | Paróquia                   | População | Capital                    |
| --- | -------------------------- | --------- | -------------------------- |
| 1.  | Christ Church Nichola Town | 2.059     | Nichola Town               |
| 2.  | Saint Anne Sandy Point     | 3.140     | Sandy Point Town           |
| 3.  | Saint George Basseterre    | 13.220    | Basseterre                 |
| 4.  | Saint George Gingerland    | 2.568     | Market Shop                |
| 5.  | Saint James Windward       | 1.836     | Newcastle                  |
| 6.  | Saint John Capesterre      | 3.181     | Dieppe Bay Town e Saddlers |
| 7.  | Saint John Figtree         | 2.922     | Figtree                    |
| 8.  | Saint Mary Cayon           | 3.374     | Cayon                      |
| 9.  | Saint Paul Capesterre      | 2.460     | Saint Paul Capesterre      |
| 10. | Saint Paul Charlestown     | 1.820     | Charlestown                |
| 11. | Saint Peter Basseterre     | 3.472     | Monkey Hill Village        |
| 12. | Saint Thomas Lowland       | 2.035     | Cotton Ground              |
| 13. | Saint Thomas Middle Island | 2.332     | Middle Island              |
| 14. | Trinity Palmetto Point     | 1.692     | Palmetto Point             |